# Tatsuya Mihashi
Tatsuya Mihashi 三橋達也 (Tokio, Japón, 2 de noviembre de 1923 - 15 de mayo de 2004) fue un actor japonés nacido en Tokio, debutó como actor japonés de habla inglesa en Hollywood en los años 60. Se casó con la actriz Kyoko Anzai, con la cual tuvo un hijo Tadao Mihashi quien ha sido reconocido por sus participaciones en el área de artes visuales de diferentes películas.

## Biografía
Hijo de un escultor de madera, Mihashi ingresó al Eco-Instituto Tama Teikoku en 1942, pero estaba desilusionado con sus perspectivas allí y lo abandonó después de un año. Se unió a una compañía teatral en 1944; Más tarde, toda la tropa fue reclutada en el ejército y Mihashi terminó prisionera en Siberia hasta 1947.

En 1954 se unió a Nikkatsu, donde apareció en comedias, adaptaciones literarias y películas de acción. En 1958, los problemas financieros en Nikkatsu hicieron que dejara el estudio y se uniera a Toho. Pronto saltó a la fama gracias a sus papeles secundarios en dos películas de Akira Kurosawa: The Bad Sleep Well (1960) y High and Low (1963). En ese momento también comenzó a aparecer en la serie de acción y espías International Secret Police; por alguna razón u otra, los japoneses pensaron que era una buena elección para sus películas debido a su parecido con el actor estadounidense Cary Grant (!).

Uno de los pasatiempos favoritos de Mihashi era el tiro al plato; se desempeñó como director de la Asociación Japonesa de Tiro con Arcilla y presidente del “Club de Armas de Gente de Cultura del Entretenimiento” (traducción aproximada). Debido a su traumática experiencia al estar internado en Siberia, Mihashi nunca viajó por Rusia si podía evitarlo, ni siquiera en avión. Prefirió volar a través de los Estados Unidos para llegar a Europa y evitar Rusia.
Mihashi murió en 2004. Su última aparición cinematográfica fue como científico en Casshern de Kazuaki Kiriya, que se había estrenado a principios de ese año. Le precedió en la muerte su esposa, la ex actriz Kyoko Anzai de Battle in Outer Space.

## Filmografía
- Wariu yatsu hodo yoku nemuru (1960).
- Cielo e Infierno (1963).
- El extraño dentro de la mujer (1966)
- Sasaki Kojiro (1967).
- ¡Tora!¡Tora!¡Tora! (1970).
- Not forgotten (2000).
- Dolls (2002).[3]

## Premios
- Premios de la Academia Japonesa: Premio especial del presidente